# Donnarumma all'assalto (film)
Donnarumma all'assalto è un film del 1972 diretto da Marco Leto, tratto dall'omonimo romanzo autobiografico di Ottiero Ottieri.

## Trama
Uno psicologo arriva in treno in una piccola stazione nei dintorni di Napoli. 
Qui una grande azienda del nord Italia ha da poco aperto un impianto industriale e lo psicologo deve rapidamente valutare mediante un test psicotecnico gli oltre quarantamila candidati che hanno presentato domanda di assunzione.
In un'area dove il tasso di disoccupazione è assai elevato, lo psicotecnico si trova presto al centro di forti tensioni provenienti sia dal direttore della fabbrica sia dagli abitanti della zona, per i quali il posto fisso rappresenta la fine dei loro eterni problemi economici.
Alla fine il direttore comunica allo psicologo che quest'ultimo — con la classica procedura del promoveatur ut amoveatur — è stato promosso e che quindi presto rientrerà a Milano al centro studi aziendale. L'ultima scena vede lo psicotecnico alla stazione ferroviaria dov'era arrivato, in attesa del treno che lo riporti al nord.

## Produzione
Sebbene le vicende del libro facciano palese riferimento allo stabilimento Olivetti di Pozzuoli, il film — come indicano i ringraziamenti nei titoli di coda — è girato in alcune fabbriche della zona di Latina (Brionvega, Massey Ferguson, Mistral, Morteo Soprefin, Mallory Timers).

## Critica
Pulita, professionalmente ineccepibile versione di un libro che nel 1959 aveva fatto colpo, ma tredici anni dopo sembrava già risaputo ("Dizionario della TV" - Giorgio Carbone, Leo Pasqua).

## Curiosità
Durante il fugace incontro a Roma con il protagonista, la giornalista belga accenna ad un'Europa "dove anche la moneta sarà in comune" con riferimento sottinteso ad un'idea dettagliatamente illustrata nel Manifesto di Ventotene.
A dispetto del titolo il protagonista è lo psicotecnico e non Donnarumma. 
Qui Gianni Garko recita con la sua voce.